# Pinamar (película de 2017)
Pinamar es una película argentina de drama de 2017 dirigida por Federico Godfrid.

## Reparto
- Lautaro Churruarín como Tomás.
- Juan Grandinetti como Pablo.
- Violeta Palukas como Laura.
- Agustín Pardella como Miguel.

## Premios y nominaciones

### Participación en festivales de cine
| Festival                           | Fecha de evento             | Categoría   | Premio  |       |
| ---------------------------------- | --------------------------- | ----------- | ------- | ----- |
| Festival de Cine de Punta del Este | 12 al 18 de febrero de 2017 | Mejor actor | Ganador | [ 3 ] |

### Premios Sur
Dichos premios serán entregados por la Academia de las Artes y Ciencias Cinematográficas de la Argentina en marzo de 2018.
| Año  | Categoría              | Candidato        | Resultado |
| ---- | ---------------------- | ---------------- | --------- |
| 2017 | Mejor actor revelación | Juan Grandinetti | Pendiente |

### Premios Cóndor de Plata
Dichos premios serán entregados por la Asociación de Cronistas Cinematográficos de la Argentina en  2018.
| Año  | Categoría                  | Candidato        | Resultado |
| ---- | -------------------------- | ---------------- | --------- |
| 2018 | Mejor revelación masculina | Juan Grandinetti | Pendiente |
| 2018 | Mejor Ópera Prima          | Pinamar          | Pendiente |

### Kikito de Oro en elFestival de Cine de Gramado
| Año  | Categoría                       | Candidato        | Resultado |
| ---- | ------------------------------- | ---------------- | --------- |
| 2017 | Kikito de Oro al Mejor Actor    | Agustín Pardella | Ganador   |
| 2017 | Kikito de Oro al Mejor Actor    | Juan Grandinetti | Ganador   |
| 2017 | Kikito de Oro al Mejor Director | Federico Godfrid | Ganador   |

### Premio Patacón
En el Festival Tandil Cine de 2017, Pardella obtuvo el premio Patacón al Mejor Actor.